# Osteoklast
Osteoklast (grč. ὀστέον – osteon = kost + κλαστός – klastos = slomljen) je tip koštane ćelije koja razlaže koštano tkivo. Ova funkcija je ključna u održavanju, popravci i remodeliranju kostiju kičmenjačkih skeleta. Osteoklasti rastavlja i vare kompozitne hidratisane proteine i minerale na molekulskom nivou putem lučenja kiseline i kolagenaze, u procesu koji je poznat kao resorpcija kosti. Ovaj proces takođe pomaže u regulaciji nivoa kalcijuma u krvi.

## Morfologija
Osteoklaste je otkrio Koliker, 1873. Osteoklast je velika višejedarna ćelija, a osteoklasti kostiju čoveka obično imaju pet jedara i u prečniku oko 150-200 μm. Veliki višejedarni osteoklasti mogu se javiti i kod nekih bolesti, uključujući i Pagetovu bolest i bisfosfonatnu toksičnost. Kada se koriste citokini, izazivaju pretvaranje makrofaga u osteoklaste, vrlo velike ćelije koje mogu dostići prečnik i do 100 μm. Takve ćelije mogu imati desetke jedara i obično ispoljavaju velike osteoklastne proteine, ali imaju značajne međućelijske razlike u odnosu na žive ćelije, zbog neprirodne podloge. Veličina multijedarnih formiranih osteoklasta omogućava da se usredsreden na jonski transport, sekreciju proteina i vezikulski transport, kao i transportne sposobnosti mnogih makrofaga na lokaliziranom području kosti.
U kostima, osteoklasti se nalaze u jamama na površini, koje se nazivaju resorpcijskim uvalama, ili Houšipove praznine. Osteoklasti se odlikuju homogenom citoplazmom, "penušavog" izgleda. Do toga dolazi zbog visoke koncentracije vezikula i vakuola. Ove vakuole uključuju lizosome, koji su ispunjeni kiselom fosfatazom. Ovo omogućava karakterizaciju osteoklasta, bojenjem visoke proteinske ekspresije fosfataze koja je otporna na tartarat (TRAP) i katepsin K. Osteoklastni hrapavi endoplazmatski retikulum je oskudan, a Golgijev kompleks je velik.

## Fiziologija osteoklasta
Tokom 1980-ih i 90-ih godina, detaljno je proučavana fiziologija tipskih osteoklasta. Uz izolaciju naborane granice, jonski transport preko njega je istraživan direktno u biohemijskim putem. Potvrđen je energetsko zavisni transport kiselina i postulitano je pročišćavanje preko protonske pumpe. Uz uspješno uspostavljanje kulture osteoklasta, postalo je jasno da se organizuju da podrže masivni transport protona za zakišeljavanje resorpcijskog prostora i rastvaranje koštanih minerala. To uključuje naboranu granicu Cl– propusnu za kontrolu membranskog potencijala i bazolateralnu Cl–/HCO3– razmenu za održavanje citosolne pH u fiziološki prihvatljivim rasponima.
Efikasnost njihove jonske sekrecije zavisi od osteoklastnog formiranja efikasne obloge oko resorpcijske pregrade. Čini se da je pozicioniranje ove zone posrednik za ispoljavanje integrina E na površini prema zoni dodira, gde se multijedarni osteoklast reorganizuje. Razvoj visoko udubljenih naboranih membrana, omogućuje formiranje suprotnog resorpcijskog odeljka i masivnu sekrecijsku aktivnost. Osim toga, to dopušta vezikulsku transcitozu minerala i razlaže kolagena iz graničnog područja do slobodne ćelijske membrane i otpušta ih u vanćelijski prostor. Ova aktivnost završava resorpcijom kosti, a obe komponente, mineralna i fragmenti kolagena su pušteni u opštu cirkulaciju.

## Poreklo
Od njihovog otkrića 1873. godine došlo je do značajnih rasprava o njihovom poreklu. Dominirale su tri teorije: od 1949. do 1970. godine popularno je bilo poreklo iz vezivnog tkiva, u kojem se navodi da su osteoklasti i osteoblasti iste loze, a osteoblasti osigurač zajedničkog formiranja osteoklasta. Nakon godina kontroverze sada je jasno da ove ćelije razvijaju fuzijom makrofaga. Početkom 1980-tih je monocitni fagocitni sistem prepoznat kao prekurzor osteoklasta. Formiranje osteoklasta zahteva prisustvo RANKL (receptorni aktivator jedarnog faktora κβ liganda) i makrofaga stimulacije stvaranja ćelijskih kolonija. Ovi membranski proteini vezani su proizvodom susednih ćelija strome i osteoblasta, tako da se ostvaruje neposredan kontakt između ovih ćelija i prekurzora osteoklasta.

## Spoljašnje veze
- „Definition of Osteoclast”. Архивирано из оригинала 25. 05. 2013. г. Приступљено 20. 11. 2016. MedicineNet]
- Osteoclasts на 
- http://www.youtube.com/watch?v=6Cn4uusbGk8 The Life of Osteoclast]
- https://web.archive.org/web/20160511173018/http://random42.com/bone-biology-osteoblasts-and-osteoclasts-animation Animation by Random42 Scientific Communication on the role of osteoclasts in bone remodeling]